# Carea ferribrunnea
Carea ferribrunnea är en fjärilsart som beskrevs av Holloway 1976. Carea ferribrunnea ingår i släktet Carea och familjen trågspinnare. Inga underarter finns listade i Catalogue of Life.